# 예단포항
예단포항은 인천광역시 중구 운북동, 영종도 섬에 있는 어항이다. 2007년 4월 2일 어촌정주어항으로 지정되었다. 시설관리자는 인천광역시 중구청장이다.

## 어항 연혁
- 몽고군이 고려를 침략하자 고려왕조는 강화도로 피신해 40년이나 저항했다. 강화도를 마주보고 있는 이곳 포구마을에서 예단을 드리려고 출발했다고 한다.

## 어항 구역
본 항의 어항구역은 다음과 같다.
- 수역: 177,000m2(아래의 각 지점을 연결한 선내)
  - 해안선 기점(X:447,693,472, Y:155,621,082)에서 정북방향으로 490m 지점(X:448,190,786, Y:155,621,082), 정동방향으로 310m 지점(X:448,190,786, Y:155,931,082), S25◦E 방향으로 340m 지점(X:447,883,761, Y:156,077,149), 정남 방향으로 180m 이동하여 해안선과 접속한 지점(X:447,703,003, Y:156,077,149)을 연결하는 선내의 공유수면

## 어항 시설
- 선착장 335m, 물양장 84m

## 기본 계획
- 물양장 50m, 호안 68m, 선양장 10m

## 개발 계획
- 호안 68m, 물양장 50m, 선양장 10m, 기타시설 1식[1]

## 주요 어종
- 장어, 꽃게, 노래미, 우럭